# Moly

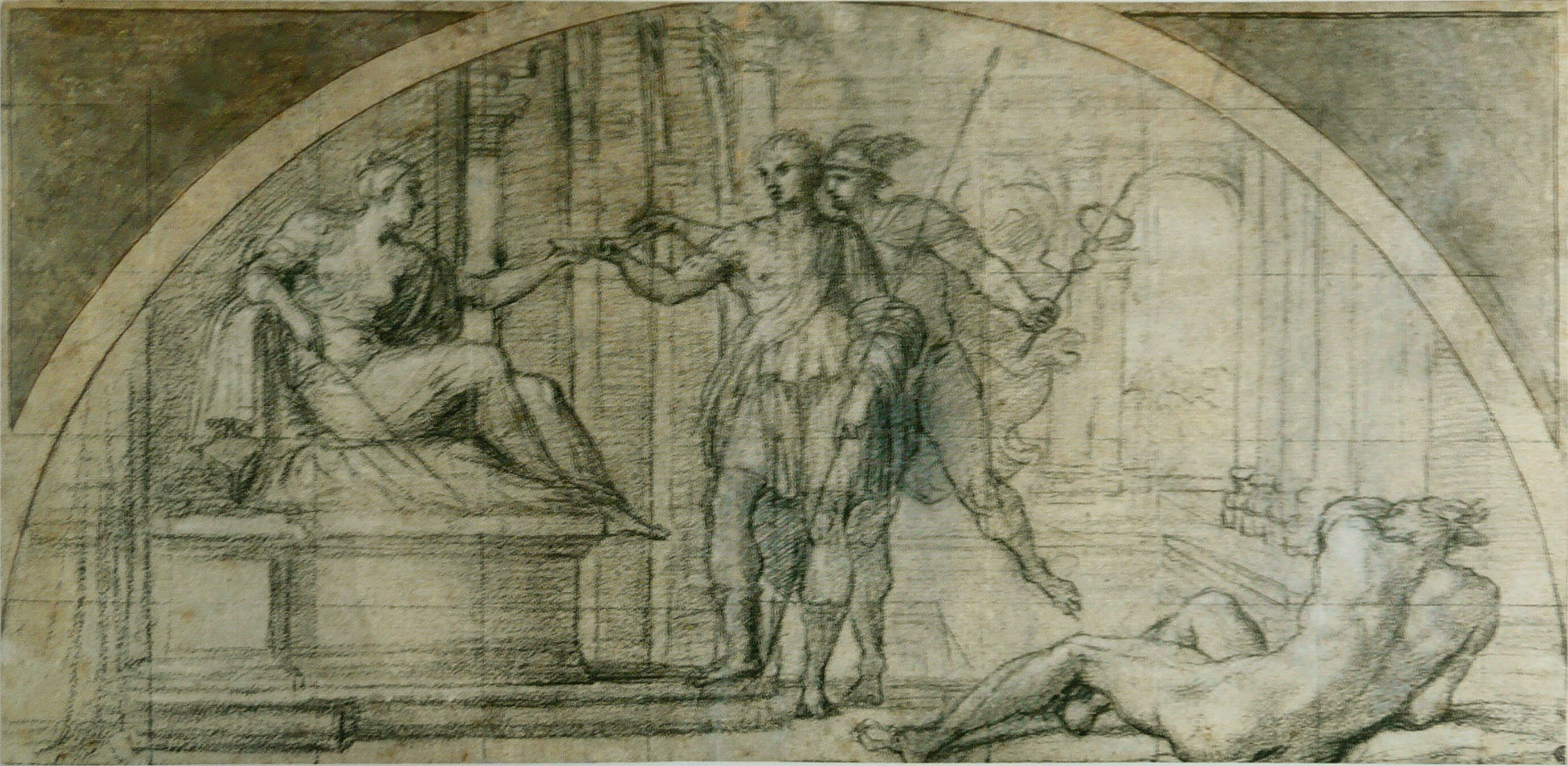
Hermes schützt Odysseus (Zeichnung von Annibale Carracci, um 1595)

Moly (von altgriechisch μῶλυ mōly bzw. mṓly = mṓlyza, „Knoblauch“ – nicht zu verwechseln mit der umgangssprachlichen Bezeichnung „Molly“ der psychotropen Substanz MDMA) bezeichnet in der griechischen Mythologie und in der antiken Heilkunde eine zauberwirksame bzw. gegen Bezauberung wirksame Pflanze mit weißer Blüte und schwarzem Wurzelstock.

## Antike Quellen
Erstmals erwähnt wird das Gewächs in der Odyssee. Odysseus berichtet dort, wie Hermes es ihm als Schutz gegen die Hexenkünste der Kirke mitgegeben habe, die seine Gefährten auf der Insel Aiaia teilweise in Schweine verwandelt hatte:

„Also sprach Hermeias, und gab mir die heilsame Pflanze,

Die er dem Boden entriss, und zeigte mir ihre Natur an:

Ihre Wurzel war schwarz, und milchweiß blühte die Blume;

Moly wird sie genannt von den Göttern. Sterblichen Menschen

Ist sie schwer zu graben; doch alles vermögen die Götter.“

Diese Beschreibung reicht nicht zu einer Identifikation aus, zudem ist nicht sicher, dass Homer eine real existierende Pflanze charakterisierte. Daher stützen sich Versuche, Moly botanisch zu identifizieren, auch auf andere antike Autoren:
- Dioskurides und Galen charakterisieren die weißblühende Pflanze mit schwarzer Wurzel bzw. einem schwarzen Wurzelstock (Rhizom) in der Größe einer Zwiebel als zwiebelähnlich.
- Pseudo-Theophrastos
- Bibliotheke des Apollodor (Epitome 7, 16).
- Ovid (Metamorphosen 14, 292)
- Plinius[4], der sich auf Pseudo-Theophrastos bezieht[5]

Wie bereits Sprengel betonte, muss das Moly des Dioskurides aber nicht mit dem Moly Homers identisch sein, dies gilt analog auch für die anderen antiken Autoren.

## Deutungen

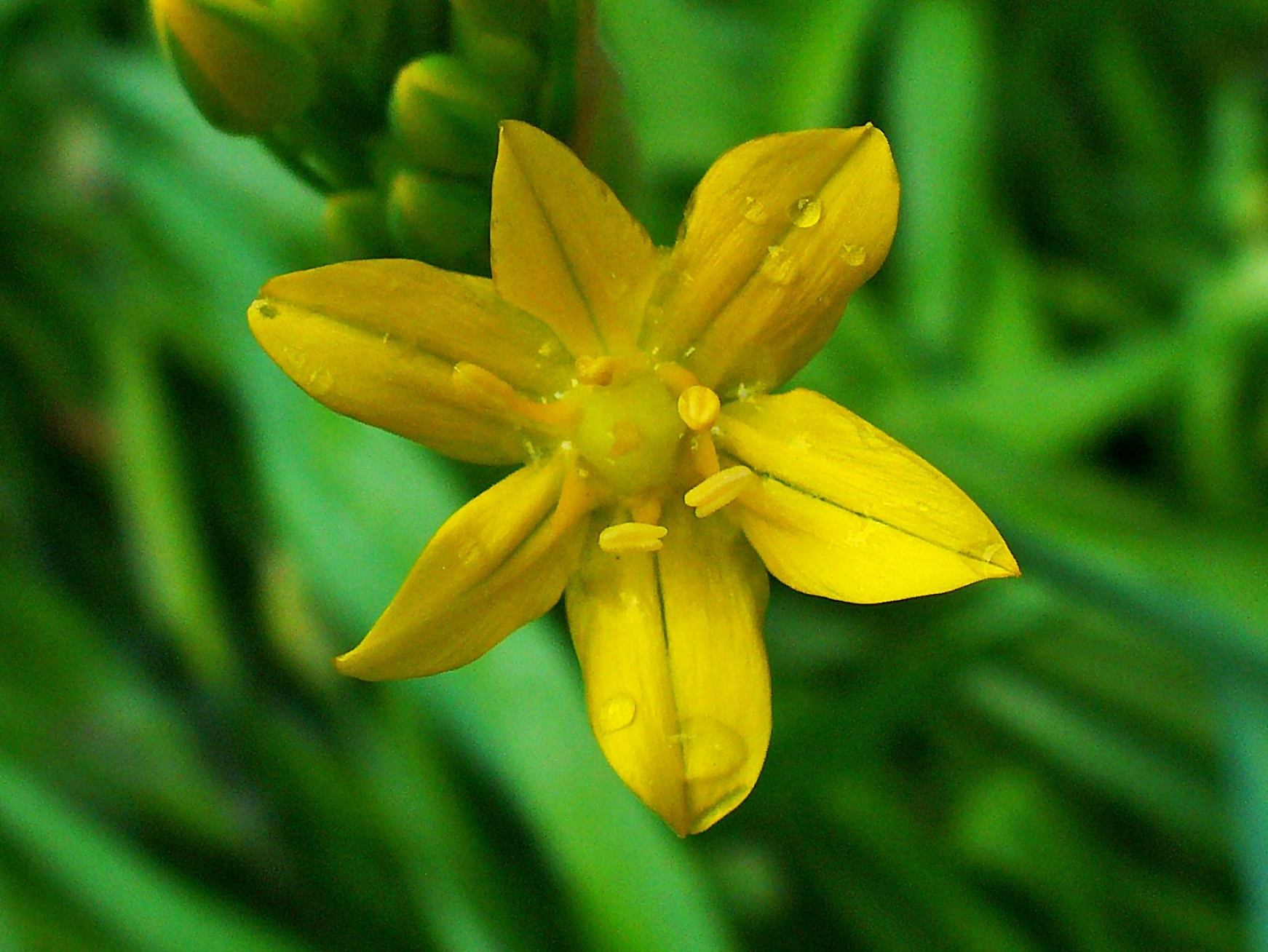
Gold-Lauch (Allium moly)

- Italienische Botaniker der Renaissance identifizierten Moly als eine Allium-Art, da diese in Griechenland wie in ganz Europa als Gegenmittel für Bezauberung gelte (molyein „entfernen, abwenden“), und hielten Allium magicum L. (Hexen-Lauch) oder Allium moly L. (Gold-Lauch) dafür. Diese Arten haben gelbe oder rötliche Blüten, Homer nennt die  Blüten aber milchweiß.
- Nach Sprengel[7] stimmt Allium nigrum  L. (Schwarz-Lauch) besser sowohl mit der Beschreibung des Homer als mit jener des Theophrast überein. Diese Ansicht wurde bereits 1655 von John Goodyer[8] in seiner Übersetzung der Materia medica von Dioskurides vertreten.

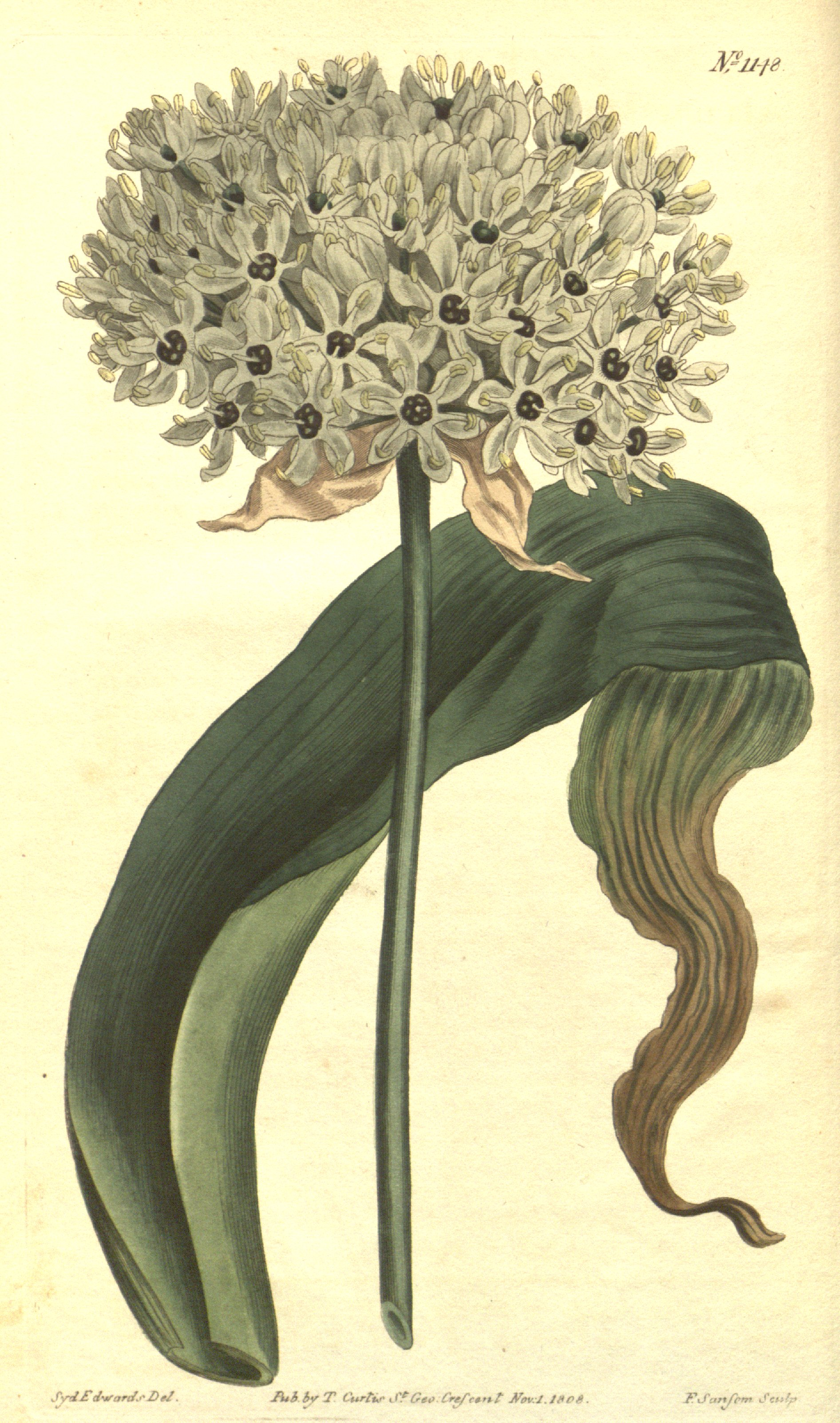
Schwarz-Lauch (Allium nigrum)

- Kleines Schneeglöckchen (Galanthus nivalis).[9] Plaitakis und Duvoisin nehmen an, dass Kirke die Gefährten des Odysseus mit Gemeinem Stechapfel vergiftete, wodurch sie Wahnvorstellungen hatten, die durch den in Schneeglöckchen enthaltenen Cholinesteraseinhibitor Galantamin kuriert wurden.[10] Sie verweisen darauf, dass das Kleine Schneeglöckchen auf Waldlichtungen wächst, weiße Blüten und eine dunkle Zwiebel hat, was der Beschreibung Homers entspricht, und in Griechenland und auf dem Balkan vorkommt.[11]
- Zeitweise wurde auch die Steppenraute (peganon agrion) als synonym mit Moly (um 512 n. Chr. genannt auch leukóïon ágrion) angesehen.[12][13]
- Gemäß Genaust kommt für die von Homer gemeinte Pflanze vor allem der Allermannsharnisch (Allium victorialis, „Bergknoblauch“) in Betracht (für spätere Darstellungen auch Colchicum-Arten wie die Herbstzeitlose).[1]
- Weiße Seerose
- Schwarze Nieswurz
- Ferriolo identifiziert die Pflanze als Alraune.[14]